# Paragorgopis mallea
Paragorgopis mallea är en tvåvingeart som beskrevs av Friedrich Georg Hendel 1909. Paragorgopis mallea ingår i släktet Paragorgopis och familjen fläckflugor. Inga underarter finns listade i Catalogue of Life.